# Myiopharus nitida
Myiopharus nitida är en tvåvingeart som först beskrevs av Charles Howard Curran 1934. Myiopharus nitida ingår i släktet Myiopharus och familjen parasitflugor.
Artens utbredningsområde är Panama. Inga underarter finns listade i Catalogue of Life.